# São Cristóvão do Douro
São Cristóvão do Douro is een plaats (freguesia) in de Portugese gemeente Sabrosa en telt 196 inwoners (2001).